# 깐죽포차
《깐죽포차》는 대한민국의 MBN에 방송되는 예능 프로그램이다.

## 기획 의도
- 최양락 인생 61년 만의 첫 독립 선언! 시작부터 사건과 웃음이 빵빵터지는 초보사장 최양락의 좌충우돌 포차 운영기

## 방송 일정
- 2023년 12월 16일 ~ 2024년 3월 9일 
- 토요일 오후 8시 20분

## 출연진
| 출연진 | 역할   | 내용 |
| ------ | ------ | --- |
| 최양락 | 사장   | 61년 베짱이 인생 처음으로 오너에 도전하는 <깐죽포차>의 사장. 특유의 깐죽으로 손님의 취향을 완벽하게 스캔하고, 딱 맞는 메뉴를 추천한다 |
| 팽현숙 | 주방장 | 남편의 도전을 응원하는 든든한 조력자이자, <깐죽포차>의 주방장. 요리에 진심인 그의 손에서는 시그니처 안주가 뚝딱 완성된다.             |
| 이상준 | 직원   | 사장님과 완벽한 ‘깐죽’ 티키타카 케미스트리를 자랑하는 <깐죽포차> 직원. 손님들에겐 재치 있는 입담으로 웃음을 선사한다.                 |
| 유지애 | 직원   | 깜찍하고 야무지게 뭐든 척척 해내는 <깐죽포차>의 에이스 직원. 로망이었던 포차 직원으로 인생 첫 아르바이트에 도전한다.                  |

## 게스트
| 회차 | 스페셜 알바                  |
| ---- | ---------------------------- |
| 1회  | -                            |
| 2회  | 박호산                       |
| 3회  | 박호산                       |
| 4회  | 추성훈                       |
| 5회  | 추성훈                       |
| 6회  | 추성훈                       |
| 7회  | 김민아, 이가령               |
| 8회  | 데니안, 김민아, 이가령, 히밥 |
| 9회  | 히밥, 김민아                 |
| 10회 | -                            |
| 11회 | 이국주, 박군                 |
| 12회 | 정성화, 정재은               |

## 시청률
| 회차 | 방송일    | AGB 시청률 |
| ---- | --------- | ---------- |
| 1회  | 12월 16일 | 1.4%       |
| 2회  | 12월 23일 | 1.3%       |
| 3회  | 12월 30일 | 0.8%       |
| 4회  | 1월 6일   | 1.3%       |
| 5회  | 1월 13일  | 1.1%       |
| 6회  | 1월 20일  | 0.5%       |
| 7회  | 1월 27일  | 1.1%       |
| 8회  | 2월 3일   | 0.9%       |
| 9회  | 2월 17일  | 0.9%       |
| 10회 | 2월 24일  | 0.7%       |
| 11회 | 3월 2일   | 1.0%       |
| 12회 | 3월 9일   |            |

## 결방
- 2024년 2월 10일 - 설 특집 프로그램 편성[2]